# Parania prima
Parania prima là một loài tò vò trong họ Ichneumonidae.